# Ceromitia dicksoni
Ceromitia dicksoni là một loài bướm đêm thuộc họ Adelidae. Loài này có ở Nam Phi.